# آرتاوازد دوم
آرتاوازد دوم پس از فوت پدرش تیگران دوم در سال ۵۵ (پیش از میلاد) بر تخت نشست. او بیش از بیست سال سلطنت کرد و سلطنتش تأثیری عظیم در جهت مخالف بر روابط روم و ارمنستان برجای گذاشت.
در زمان سلطنت همین شاه بود که رم احیاناً امکان تبدیل ارمنستان به یک متحد دایمی خود بر ضد اشکانیان را از دست داد.

## نام
آرتاوازد شکل لاتین نام ایرانی باستان Ṛtavazdah-، برابر با واژه اوستایی Ašavazdah است، که احتمالا به معنای "نیرومندی/استقامت در راه حقیقت" است. این نام در زبان ارمنی به شکل Artavazd و در زبان یونانی به اشکال Artaouásdēs، Artabázēs، Artábazos، و Artáozos وارد شده است.

## سیاست اشکانیان در برابر ارمنستان
سیاست اشکانیان در برابر ارمنستان را می‌توان به دو دوره متمایز از هم تقسیم نمود:
در آغاز امر امید داشتند که ارمنستان را نیز مانند میان رودان به امپراتوری خود ضمیمه کنند. ارمنیان که در آنان به چشم دشمنان بزرگ کشورشان نگریستند در یک رشته جنگهای سخت به فرماندهی پادشاهانشان از دودمان آرتاشسی در سده دوم و در اوایل سده اول پیش از میلاد توانستند از استقلال خود دفاع کنند و آن را حفظ نمایند. سپس به هنگام ظهور قدرت دولت رم در خاورمیانه و تهدیدی که از آن سمت متوجه شده بود سیاست اشکانیان نسبت به ارمنستان تغییر کرد و همه تلاشهایشان در این راه بکار رفت که وجود ارمنستان را نه برای ضمیمه کردن به کشور خود بلکه به عنوان حایلی بین خود و رم حفظ نمایند و به هر قیمتی شده نگذارند رم آن را به امپراتوری خود ضمیمه کند یا حتی فرماندهی نسبی بر آن پیدا کند.
شاپو در کتاب خود می‌نویسد:
«اشکانیان که همواره اعتدالی در نظرات خود نسبت به ارمنستان داشتند از فکر تسخیر کامل آن کشور چشم پوشیده بودند.»

## لشکرکشی کراسوس نبرد با اشکانیان
آرتاوازد دوم به سبب قراردادی که پومپه با ارمنستان بسته بود از روی ناچاری متحد روم شد. او به کراسوس نقشه جنگی عاقلانه‌ای پیشنهاد کرد دایر بر اینکه وی لشکریان رومی را به ارمنستان بیاورد، چون نخست این که در آنجا بهتر می‌تواند سرزمین ایران اصلی را که هم نزدیک است و هم پایه واقعی قدرت اشکانیان، مورد حمله قرار دهد و ضربت نهایی را وارد آورد، در صورتی که میانرودان، که اشکانیان پایتخت خود را به آنجا منتقل کرده‌اند فقط قسمت فرعی قلمرو آنان است. از این گذشته میانرودان با محوطه‌های وسیع و مسطح و با قسمتهای بیابانی‌اش، میدان مناسبی برای جنگهای فرسایشی که تاکتیک رایج سواره‌نظام سبک اشکانی است محسوب می‌شد، و حال آنکه در کوه‌های ارمنستان و شمال ایران ارتش روم میدان مساعدتری برای یک جنگ سازمان داده خواهد داشت.
کراسوس این نقشه را رد کرد و با هفت لژیون سرباز در مجموع «۴۲۰۰۰ نفر» از سوریه به طرف بین‌النهرین حرکت کرد و از شهرهای تیگراناکرت و کرت و نصیبین گذشت. در ضمن ۶۰۰۰ سوار ارمنی را هم که آرتاوازد برایش فرستاده بود و یکی از امرای تابع عرب به نام «عبقر» را با نفراتش به همراه خود آورده بود.
در آن فاصله پادشاه اشکانی سپاهیان خود را هم بر ضد رومیان که از سمت مغرب می‌آمدند تجهیز و متمرکز می‌کرد و هم در شمال برضد ارمنیان که متحد روم بودند موضع می‌گرفت. ارتش روم که به وسیله حملات فرسایشی سواران اشکانی به ستوه آمده بود و در سرزمینی بدون آب میانرودان به زحمت پیش می‌آمد و عبقر امیر محلی عرب هم به او خیانت کرده بود سرانجام بخش عمده‌ای از آن در نبرد حران نابود شد. کراسوس توسط سورنا کشته شد و «کاسیوس» سردار رومی که فرماندهی بازماندگان را برعهده گرفته بود پس از یک عقب‌نشینی خود را به سوریه رسانید.
پس از شکست کراسوس و عقب‌نشینی بازمانده سپاهیان رومی به سوریه، دیگر برای ارمنستان غیرممکن بود به تنهایی بار سنگین جنگ را تحمل کند، و لذا پادشاه آرتاوازد مجبور شد با اشکانیان قرارداد ببندد. آرتاوازد به شرایط آن قرارداد گردن نهاد و به موجب آن قسمت جنوبی ارمنستان را به ایران واگذاشت و بعلاوه با پادشاه اشکانی هم پیمان اتحاد بست، در ضمن این پیمان با ازدواج خواهر پادشاه ارمنستان با یکی از پسران اشکانی تحکیم شد.

## سیاست روم بر ارمنستان
مارکوس بنا به اندرزهای خائنانه کلئوپاترا که می‌خواست ثروتهای ارمنستان را تصاحب کند و یکی از فرزندان خود را بر تخت سلطنت آنجا بنشاند آرتاوازد را با فریب و نیرنگ به نزد خود به شهر نیکوپولیس خواند و با اینکه پیش از این از کمکهای او به سپاهیان رم در حین آن عقب‌نشینی بزرگ در جنگ با اشکانیان سال ۳۶ پیش از میلاد تشکر کرده بود وی را با ملکه و با دو تن از پسرانش به زندان انداخت. وقتی اعضای خانواده سلطنتی ارمنستان را به حضور کلئوپاترا که محرک اصلی و عامل زیر پرده این سیاست بود، زیرا مارکوس کاملاً تحت نفوذ او قرار داشت و عامل بی‌اراده‌ای بیش نبود. بردند همگی چنان رفتاری بزرگ منشانه و حاکی از مناعت از خود نشان دادند که رومیان حاضر در مجلس را تحت تأثیر قرار دادند، لیکن این طرز رفتار هیچ تأثیری روی کلئوپاترا نداشت.
دیون کاسیوس می‌نویسد:
«هر چند از چندین نفر فشارهایی به آنان آمد و از چندین طرف امیدواریهایی به آنان داده شد که سر تعظیم فرود بیاورد و اظهار بندگی کنند ولی آنان حتی یک کلمه خطاب به کلئوپاترا دال برکنش و تضرع برزبان نیاوردند و در برابر او سرخم نکردند، همه مشهور شدند به اینکه آدمهای شجاعی هستند، ولی به همین دلیل بسیار رنج و آزار دیدند.»
کلئوپاترا آنان را مورد آزار و شکنجه قرار داد تا محل اختفای گنجینه‌های ارمنستان را فاش کنند. سپس کلئوپاترا و مارکوس لشکریانی برای اشغال ارمنستان فرستادند و الکساندر هلیوس جوان را که ارشد فرزندان حاصل از ازدواجشان بود بر تخت سلطنت آن کشور نشاندند. همه ارمنستان به وسیله سپاهیان رم غارت شد و جواهرات را به مصر آوردند.